# Ranong
Ranong (in thailandese ระนอง) è una città maggiore (thesaban mueang) della Thailandia. Il territorio comunale occupa la totalità del Sottodistretto Khao Niwet, facente parte del Distretto di Mueang Ranong, che è capoluogo della Provincia di Ranong, nel gruppo regionale della Thailandia del Sud. Nel 2018 aveva una popolazione stimata di 18 720 abitanti.

## Geografia fisica
Affacciata sul mare delle Andamane (Oceano Indiano), è situata ai piedi dei monti del Tenasserim, la catena montuosa che sovrasta l'intera penisola malese, e sulla costa occidentale dell'istmo di Kra, il punto più stretto della penisola, sull'estuario del fiume Kraburi che la separa dalla Birmania. Si trova circa 600 km a sud di Bangkok.
La zona di Ranong è la più piovosa della Thailandia, la stagione delle piogge qui dura circa 8 mesi, nel 1955 le precipitazione annue hanno raggiunto i 6699,5 mm in confronto ai circa 1200 mm della Thailandia centrale. Buona parte delle vegetazione costiera è costituita da mangrovie, che vengono protette al fine di garantire l'equilibrio biologico e la sopravvivenza di rare specie animali che vivono e si riproducono all'ombra delle mangrovie stesse.

## Storia
Agli inizi del XIX secolo Ranong era un piccolo villaggio sul mare ai confini con la Birmania e faceva parte della provincia di Chumphon. Era poco popolato perché la terra era scarsamente coltivabile. In quegli anni il cinese Khaw Soo Cheang, immigrato da Zhangzhou nella provincia di Fujian, dopo aver accumulato una discreta fortuna a Penang, che a quei tempi faceva parte di un protettorato siamese in Malesia, e nella zona di Phang Nga, investí i suoi soldi nello sfruttamento delle miniere di stagno, di cui Ranong era ricca. Nel 1844, durante il regno di Rama IV, ottenne i diritti di tale sfruttamento e nel giro di 10 anni si arricchì a tal punto che divenne il governatore della città, che rimaneva in provincia di Chumphon. Nel 1864 Ranong ottenne a sua volta lo status di provincia ((TH)  changwat) e Cheang ne divenne il governatore.
Continuò ad arricchirsi ed espanse sia il suo patrimonio, che le aree di scavi dello stagno, che la città, favorendo l'immigrazione di lavoratori cinesi che erano stanziati a Penang. Dovette fortificare i suoi territori dopo che pirati birmani avevano razziato le sue riserve di stagno. Gestì con fermezza questo problema e non si registrarono altre incursioni. In seguito ci furono delle rivolte dei lavoratori cinesi che si lamentavano per l'esiguità delle paghe, malgrado avesse ormai 90 anni Khaw Soo Cheang riuscì a soffocare le rivolte, la cui gravità aveva preoccupato la corte reale. In segno di gratitudine re Rama V lo nominò Rajah di Ranong e gli fece diversi doni, tra cui 3000 rai di terra (corrispondenti a circa 1200 acri).
Morì a Ranong nel 1882 all'età di 97 anni quando era diventato potentissimo sia nel sud del Siam (come era allora chiamata la Thailandia) che in Malaysia. Ebbe diverse mogli e molti discendenti che si sono tramandati il suo potere e sono tuttora le persone più ricche ed influenti della città. Fu sepolto in città, in una collina donata alla sua famiglia dal re, recentemente è stata ricostruito il tempio annesso alla sua tomba, che è meta di pellegrinaggi dei cittadini di Ranong, per i quali Khaw Soo Cheang rappresenta una sorta di santo protettore della città.

## Amministrazione
Il territorio cittadino fa parte del Distretto di Mueang Ranong, sotto la cui giurisdizione si trovano anche alcune isole. È uno dei cinque distretti (in thai อำเภอ, RTGS amphoe) da cui è formata la provincia e si divide in 9 sottodistretti chiamati tambon, che a loro volta si dividono in 39 "villaggi" chiamati muban. La municipalità (thesaban) di Ranong copre l'intero sottodistretto Khao Niwet, al cui interno non vi è alcun villaggio.
I tambon sono i seguenti:
| \| No. \| Nome \| Nome thai \| Numero di Muban \| \| \| --- \| ------------ \| --------- \| --------------- \| \| \| 1. \| Khao Niwet \| เขานิเวศน์ \| 0 \| \| \| 2. \| Rat Krut \| ราชกรูด \| 8 \| \| \| 3. \| Ngao \| หงาว \| 5 \| \| \| 4. \| Bang Rin \| บางริ้น \| 6 \| \| \| 5. \| Paknam \| ปากน้ำ \| 6 \| \| \| 6. \| Bang Non \| บางนอน \| 5 \| \| \| 7. \| Hat Som Paen \| หาดส้มแป้น \| 3 \| \| \| 8. \| Sai Daeng \| ทรายแดง \| 4 \| \| \| 9. \| Ko Phayam \| เกาะพยาม \| 2 \| \| |              |           |                 |  |
| No. | Nome         | Nome thai | Numero di Muban |  |
| 1. | Khao Niwet   | เขานิเวศน์  | 0               |  |
| 2. | Rat Krut     | ราชกรูด    | 8               |  |
| 3. | Ngao         | หงาว      | 5               |  |
| 4. | Bang Rin     | บางริ้น     | 6               |  |
| 5. | Paknam       | ปากน้ำ     | 6               |  |
| 6. | Bang Non     | บางนอน    | 5               |  |
| 7. | Hat Som Paen | หาดส้มแป้น  | 3               |  |
| 8. | Sai Daeng    | ทรายแดง   | 4               |  |
| 9. | Ko Phayam    | เกาะพยาม  | 2               |  |

## Economia
Il porto è il più grande della Thailandia sull'Oceano indiano, il mercato del pesce ad esso collegato è molto importante, altre importanti industrie sono quelle dell'argilla bianca per porcellane e le piantagioni degli alberi da gomma, da anacardi e delle palme da olio. La manodopera è fornita principalmente dal crescente numero di birmani immigrati, molti dei quali illegalmente, tanto che il mercato e lo sfruttamento degli immigrati clandestini, nonché quello del contrabbando, sono sempre più fiorenti. Tristemente famosa è la tragedia di Ranong del 2008, nella quale 54 clandestini birmani persero la vita per soffocamento in un container mentre venivano trasportati a Phuket.
Negli ultimi decenni del XX secolo si è molto sviluppato il turismo e, grazie alla vicinanza della Birmania e alla relativa facilità ad ottenere nuovi visti d'ingresso per la Thailandia, si è formata una discreta comunità di residenti occidentali.
Dal lontano 1677 si parla di un canale navigabile che tagli in due l′istmo di Kra, tale opera, che spesso torna di attualità, sbucherebbe nel fiume che bagna Ranong e garantirebbe un considerevole vantaggio per le navi provenienti dal sud-est asiatico e dall'Asia orientale dirette ad ovest, permettendo di arrivare nell′Oceano Indiano senza circumnavigare la penisola malese. L′eventuale costruzione del canale lederebbe gli interessi delle potenti lobby malesi e di Singapore, i cui porti verrebbero sminuiti, ed è questa una delle principali ragioni per cui il progetto è rimasto finora irrealizzato.

## Attrazioni e turismo

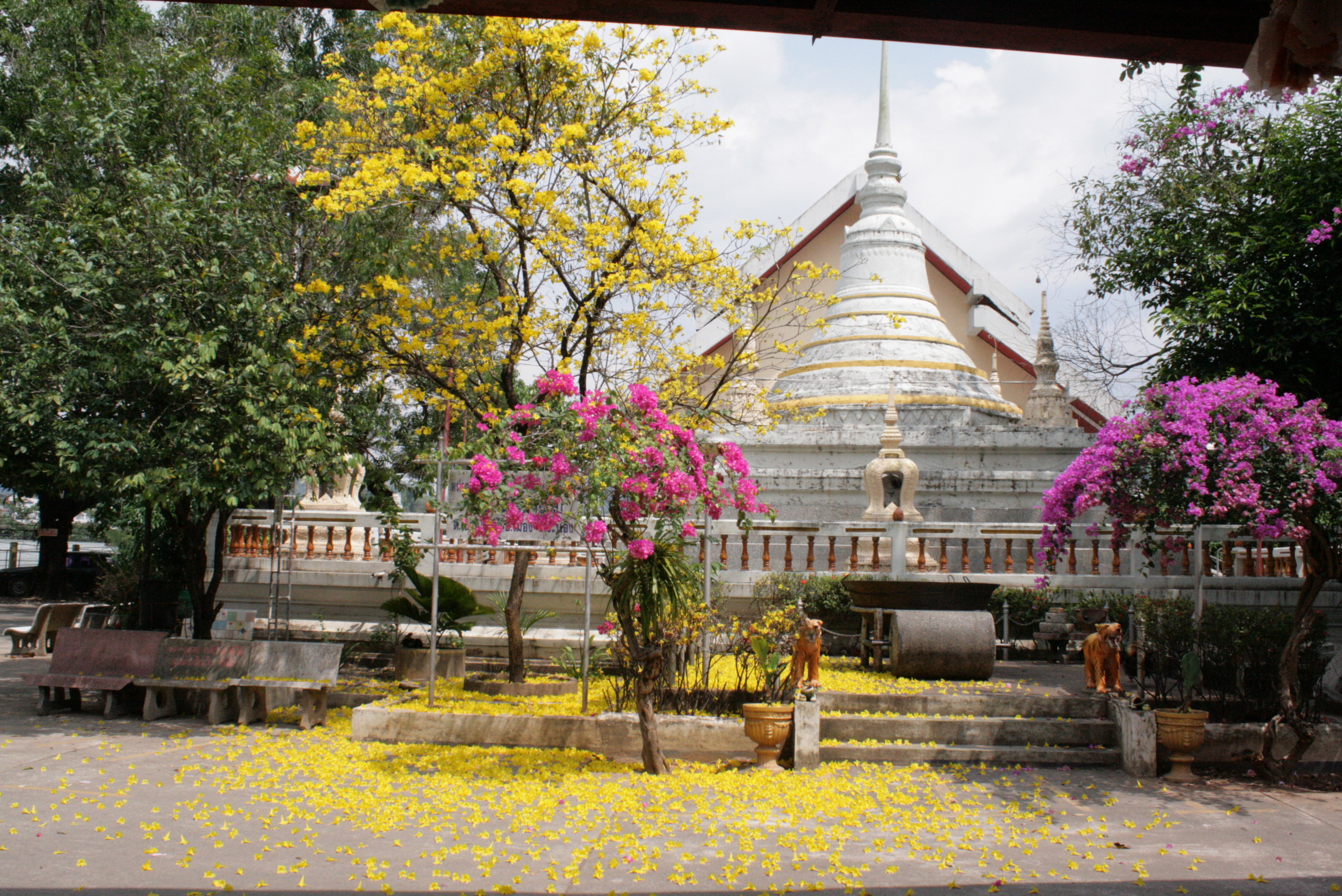
Chedi del Wat Upanantaram a Ranong

Nella cittadina si trova uno stabilimento termale vicino alla stazione degli autobus. Tra le colline nei dintorni si possono visitare cascate, un canyon e altre sorgenti termali. Nelle vicinanze si trova l'importante parco nazionale di Laemson che comprende montagne dell'entroterra e alcune isole disabitate.
Dal porto principale, chiamato Saphan Plaa, si può attraversare in barca in circa 30 o 40 minuti il largo estuario e visitare la cittadina birmana di Kawthaung, chiamata anche Victoria Point. Questa è una soluzione per ottenere un nuovo visto per la Thailandia al ritorno; per entrare in Birmania si devono pagare 10 dollari quando si arriva all'ufficio doganale, ma da questa città non ci si può allontanare verso il resto della Birmania se non per alcuni chilometri. Kawthaung è molto diversa da Ranong, a dispetto della vicinanza, è molto variopinta, l'attività è frenetica e, visto lo standard di vita più povero, si possono acquistare alcuni prodotti a prezzi molto economici (sigarette, alcolici, medicinali etc.).
Da un porticciolo minore, situato nei pressi del porto principale, partono le barche che portano alle vicine isole di Koh Chang e Koh Phayaam, dotate di infrastrutture turistiche.

## Infrastrutture e trasporti
Ranong si può raggiungere da Bangkok con gli autobus (anche notturni) dalla nuova stazione per il sud chiamata Sai Tai Mai che si trova a Thonburi (il viaggio varia dalle 9 alle 11 ore). Da Bangkok si può anche arrivare prendendo prima il treno fino a Chumphon e poi autobus locali o minivan, mentre se si arriva dal sud via treno si può scendere a Surat Thani e proseguire via strada direttamente fino a Ranong. La stazione degli autobus è situata in prossimità della strada che collega Phuket con Chumphon. Oltre che con Bangkok, gli autobus effettuano il servizio con molte altre località, tra cui Chumphon, Surat Thani, Phuket e Hat Yai.
L'aeroporto di Ranong si trova circa 24 chilometri a sud del centro abitato, è gestito dal Dipartimento degli aeroporti che fa parte del Ministero dei trasporti. A tutto l'ottobre del 2017 l'unica compagnia aerea attiva a Ranong è la Nok Air, con 1 volo giornaliero da e per l'aeroporto di Bangkok-Don Muang. Altri aeroporti più vicini sono quelli di Surat Thani e di Phuket rispettivamente a circa 3/4 e 5/6 ore di autobus da Ranong.
Per gli spostamenti in territorio comunale si utilizzano i songthaew (letteralmente due panche), dei pick-up col cassone posteriore coperto e due panche per sedersi. Altri songthaew, molti dei quali sono camioncini attrezzati a trasporto passeggeri, collegano la città con i comuni della provincia. Vi sono inoltre mototaxi che a prezzi modici trasportano un cliente per volta. I taxi sono pochi e si possono utilizzare solo previa prenotazione. Sono disponibili motorini ed autovetture a noleggio.